# Vanadis crystallina
Vanadis crystallina är en ringmaskart som beskrevs av Richard Greeff 1876. Vanadis crystallina ingår i släktet Vanadis och familjen Alciopidae. Arten har ej påträffats i Sverige. Utöver nominatformen finns också underarten V. c. inornata.